# Señal continua
Una señal continua o señal en el tiempo-continuo es una señal que puede expresarse como una función cuyo dominio se encuentra en el conjunto de los números reales, y normalmente es el tiempo. La función del tiempo no tiene que ser necesariamente una función continua.
La señal es definida sobre un dominio que puede ser o no finito, sobre el cual a cada posible valor del dominio le corresponde un único valor de la señal. La continuidad de la variable del tiempo implica que el valor de la señal puede precisarse para cualquier punto arbitrario del tiempo perteneciente al dominio.

Un ejemplo típico de una señal continua: Son las pilas eléctricas

{\displaystyle f(t)=\sin(t),\quad t\in \mathbb {R} }
El mismo ejemplo con duración finita podría ser:

{\displaystyle f(t)=\sin(t),\quad t\in [-\pi ,\pi ]} y {\displaystyle \quad f(t)=0} para cualquier otro valor de {\displaystyle \quad t}.

El valor de una señal de duración finita (o infinita) puede o no ser finito. Por ejemplo,
{\displaystyle f(t)={\frac {1}{t}},\quad t\in [0,1]} y {\displaystyle \quad f(t)=0} para cualquier otro valor de {\displaystyle \quad t},
es una señal de duración finita pero toma un valor infinito para {\displaystyle t=0\,}. 

En muchas disciplinas se establece por convención que una señal continua debe tener siempre valores finitos, lo que tiene sentido sobre todo en el caso de las señales físicas.
Para algunos propósitos, las singularidades infinitas son aceptables siempre que la señal sea integrable sobre un intervalo finito. Por ejemplo, la señal definida por {\displaystyle t^{-1}} no es integrable en el intervalo temporal {\displaystyle (-1,1)}, mientras que {\displaystyle t^{-2}} sí lo es.
Una señal analógica es continua por naturaleza. Las señales discretas utilizadas en el procesamiento digital de señales, pueden obtenerse mediante el muestreo y la cuantización de señales continuas.
Una señal continua también puede definirse sobre una variable independiente diferente al tiempo. Una de ellas es el espacio, y es particularmente útil en el procesamiento de imágenes, donde se utilizan dos dimensiones espaciales.
- Datos: Q175086